# Autoserica placida
Autoserica placida är en skalbaggsart som beskrevs av Frey 1972. Autoserica placida ingår i släktet Autoserica och familjen Melolonthidae. Inga underarter finns listade.